# ボイシ空港
ボイシ空港（ボイシくうこう、英: Boise Airport、IATA: BOI）は、アメリカ合衆国アイダホ州南西部、エイダ郡にある空港。同州の州都・最大都市ボイシのダウンタウンから南へ約5kmに立地し、ボイシ市とその都市圏をカバーしている。ボイシ・エア・ターミナル（Boise Air Terminal）、ゴーウェン・フィールド（Gowen Field）とも呼ばれる。
ボイシ空港はホライゾン航空の拠点空港の1つである。また、ゼネラル・アビエーション空港も兼ねており、定期便のほか、チャーター便や自家用機なども発着する。アメリカ合衆国外からのチャーター便や自家用機などは、着陸に先立ってアメリカ合衆国税関・国境警備局の許可を受けなければならない。軍民両用の空港であり、アイダホ空軍州兵の軍用機も発着する。さらに同空港は、ボイシに本拠を置き、主に山火事に対処するアメリカ合衆国総合防火センター（NIFC）の消火活動における拠点ともなっている。空港の運営にはボイシ市の航空・公共交通局があたっている。

## 歴史
1926年、現在ボイシ州立大学のキャンパスになっている砂利層の上にボイシ最初の市営空港が造られた。同年4月6日にはボイシに航空郵便専門の航空会社としてバーニー航空が設立され、4月26日には同社の航空機が初めてボイシの空港から飛び立った。バーニー航空は拡大を続け、1933年には同社はボイシ以外にも業務拠点を置くようになった。やがてバーニー航空はナショナル航空交通と合併し、ユナイテッド航空となった。また、1927年9月4日には、チャールズ・リンドバーグのスピリットオブセントルイス号がこの空港に寄航した。
現在のボイシ空港は1936年に造られたものである。この頃から、ボイシ市当局は空港建設のために用地の買収・借用を進めていった。1938年時点では、ボイシ空港の8,800フィート（2,680m）滑走路は全米一の長さであった。翌1939年には、バーニー航空の鋼鉄造ハンガーが新空港に移された。時代が下り、航空機の大型化が進むにつれてこのハンガーが手狭になってくると、旅客ターミナルに改装された。この旅客ターミナルは、2004年に新ターミナルが完成するまで使用された。
第二次世界大戦中は、空港はアメリカ陸軍航空隊に借り上げられ、B-17（フライングフォートレス）爆撃機やB-24（リベレーター）爆撃機の飛行士の訓練基地として使われた。戦争期間中にこの空港に駐留した兵士の数は6,000人以上にのぼった。1941年6月23日には、地元ボイシ郊外のコールドウェル出身で、ウェストポイントの陸軍士官学校を9番目の成績で卒業した将校、ポール・ゴーウェン中尉にちなんでゴーウェン・フィールドと名付けられた。ゴーウェンは1938年7月にマーチンB-10爆撃機を操縦中、パナマで事故死した。2機あるエンジンのうち、右側のエンジンがパナマシティ近郊のアルブルック・フィールドを離陸して直後に故障したことが事故の原因であった。しかし、ナビゲーターとラジオオペレーターは火傷は負ったものの生存した。
第二次世界大戦が終結すると、空港は陸軍航空隊から市に返還された。その後、現在に至るまでアイダホ空軍州兵が空港の一部を借用しており、ボイシ空港は軍民両用の空港となっている。

## 施設
ボイシ空港は約2,000haの敷地に2本の滑走路を有する。
- 滑走路 10L/28R: 長さ3,048m x 幅46m, アスファルト舗装, 1車軸あたりの制限重量34,000kg, VASIシステム装備[5]
- 滑走路 10R/28L: 長さ2,976m x 幅46m, アスファルト舗装, 1車軸あたりの制限重量34,000kg, VASIシステム・ILS・DME装備[5]

また、空港内には小規模なメンテナンスや修理を行う設備もある。

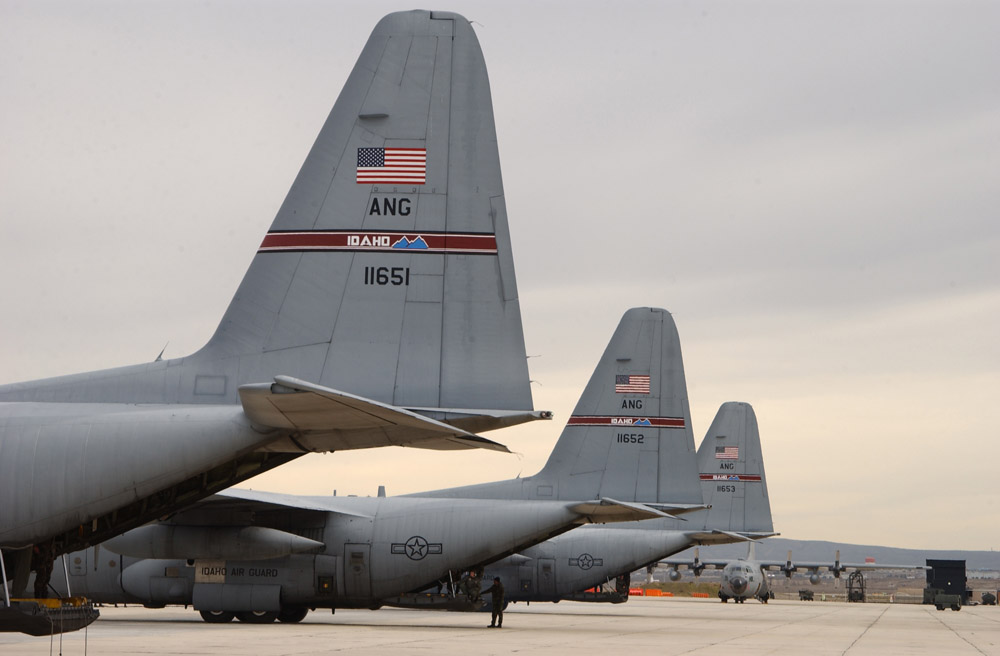
ゴーウェン・フィールドに駐機中のC-130 ハーキュリーズ輸送機

ボイシ空港に発着する航空機の数は1日平均474機で、そのうちの23%が商用、9%が軍用である。2019年、ボイシ空港の年間利用客数は411万人だった。
ボイシ空港の警備には25名の警官とパートタイムのアシスタントを抱える独自の警察組織があたっている。また、同警察は爆発物処理のために警察犬5匹を有している。
「ゴーウェン・フィールド」と呼んだ場合、通常は滑走路の南側に連なる空軍州兵、陸軍州兵、アメリカ合衆国陸軍、アメリカ海軍、アメリカ海兵隊の各施設を指す。ゴーウェン・フィールドはアイダホ空軍州兵の第124飛行連隊の本拠地である。ゴーウェン・フィールドにはA-10（サンダーボルト）攻撃機、およびC-130（ハーキュリーズ）輸送機が配備されている。

## 就航路線
アイダホ州の州都・最大都市であるボイシをカバーする空港であるボイシ空港には、主要航空会社のハブ空港への便をはじめとする定期便が相当数ある。これらの定期便に加え、何社かのチャーター便もボイシから飛んでいる。
| 航空会社                   | 就航地 |
| -------------------------- | --- |
| アラスカ航空               | シアトル、ポートランド、ロサンゼルス/LAX、サンフランシスコ、サンノゼ、サクラメント、サンディエゴ、スポケーン、アイダホフォールズ、ルイストン |
| サウスウエスト航空         | ラスベガス、フェニックス、デンバー、サンノゼ、サクラメント、サンディエゴ                                                                     |
| デルタ航空                 | アトランタ、ソルトレイクシティ、ミネアポリス=セントポール                                                                                    |
| デルタ・コネクション       | ロサンゼルス/LAX、ソルトレイクシティ、シアトル                                                                                               |
| ユナイテッド航空           | シカゴ/ORD、サンフランシスコ |
| ユナイテッド・エクスプレス | シカゴ/ORD、ロサンゼルス/LAX、サンフランシスコ                                                                                               |
| アメリカン航空             | ダラス、フェニックス |
| フロンティア航空           | デンバー |
| アレジアント航空           | ロサンゼルス/LAX、ラスベガス |
| ジェットブルー航空         | ニューヨーク/JFK |
| ジェム航空                 | マッコール、サーモン |

### 過去の就航路線
| 航空会社       | 就航地       |
| -------------- | ------------ |
| USエアウェイズ | フェニックス |